# Uetze
Uetze är en kommun och ort i Region Hannover i förbundslandet Niedersachsen i Tyskland.
De tidigare kommunerna Altmerdingsen, Dedenhausen, Dollbergen, Eltze, Hänigsen, Katensen, Obershagen och Schwüblingsen uppgick i Uetze 1 mars 1974.